# Liste der Naturdenkmale in Erlenbach bei Dahn
Die Liste der Naturdenkmale in Erlenbach bei Dahn nennt die im Gemeindegebiet von Erlenbach bei Dahn ausgewiesenen Naturdenkmale (Stand 23. Mai 2024).

## Naturdenkmale
| Nr.         | Bezeichnung    | Lage                                                   | Beschreibung                                                       | Bild            |
| ----------- | -------------- | ------------------------------------------------------ | ------------------------------------------------------------------ | --------------- |
| ND-7340-177 | Buchkammerfels | westlich des Ortes am Südwesthang des Heidenbergs Lage | Buntsandsteinfelsen mit Höhle „Buchkammer“; teilweise zu Busenberg | Fotos hochladen |